# Linia kolejowa nr 978
Linia kolejowa nr 978 – jednotorowa, zelektryfikowana linia kolejowa znaczenia miejscowego, łącząca stację Przywory Opolskie z bocznicą szlakową Chorula Cementownia. 
Linia umożliwia obsługę zakładów produkcji cementu oraz betonu Górażdże przez pociągi towarowe, bezpośrednio jadące z kierunku Opola, a z postojem w Przyworach Opolskich ze strony Gogolina i Kędzierzyna-Koźla.